# 니시사기노미야역
니시사기노미야역(일본어: 西鷺宮駅 にしさぎのみやえき[*])은 일본 도쿄도 나카노구에 위치했던 세이부 철도 신주쿠 선의 철도역이었다. 지금의 사기노미야역과 시모이구사 역사이에 위치해 있었으며, 1942년에 2면 2선의 상대식 승강장 역으로 개업했다. 근처에 있는 학교에 통학하는 학생들의 편의를 위해 개업하였으나 개업한 지 2년 만에 명확한 이유 없이 폐쇄되었다가 1953년 폐역되었다. 현재, 선로 양쪽으로 승강장의 흔적이 남아있다.

## 역사
- 1942년 9월 5일 : 영업 개시
- 1944년 8월 20일 : 역사 폐쇄.
- 1953년 1월 15일 : 폐역.